# David Fridlund

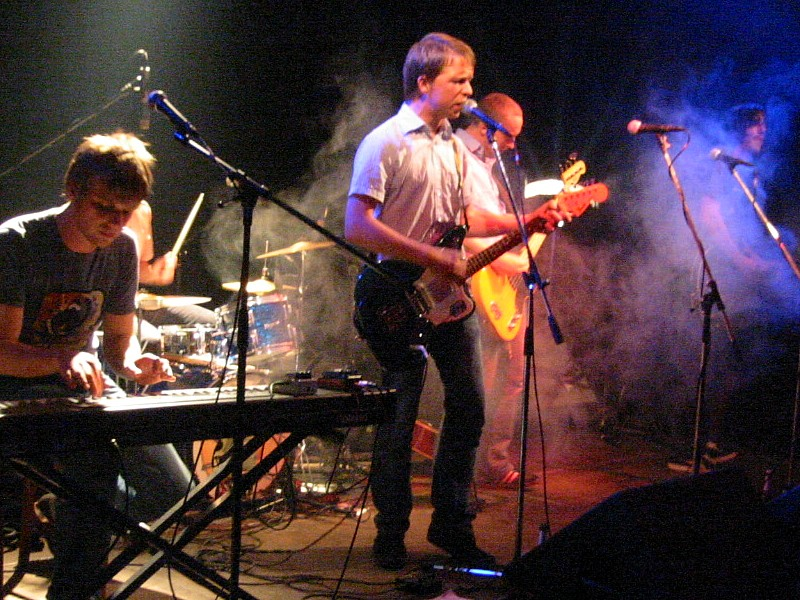
David Fridlund med David & the Citizens i Potsdam, Tyskland 2004

Johan David Fridlund, född 17 december 1974 i Storfors i Värmland, är en svensk låtskrivare och sångare. Han är mest känd som frontperson i David & the Citizens.
2004 släppte Fridlund sin solodebut Amaterasu på Adrian Recordings, en skiva som till stor del är inspelad i hans hem. Flickvännen Sara Culler gästar flera spår på skivan.
David Fridlund har också spelat trummor i bandet Björns vänner.
David Fridlund är uppvuxen i Stockholm men var under tiden i David & the Citzens baserad i Malmö. Fridlund flyttade tillsammans med Sara Culler till Austin i Texas under sommaren 2009. 2010 släpptes hans andra soloalbum Some Day, Eventually, in the Future....
2022 flyttade Fridlund tillbaks till Sverige och startade ett nytt band; i0r. Bandet spelade under våren/sommaren 2023 in sin debutskiva hos Davids bror Joel Fridlund i hans hus i Skurup.
Den 14 april 2023 släppte David Fridlund under namnet Citizens Band Orchestra ett album på Adrian Recordings.

## Diskografi

### David & the Citizens

#### Album
- 2002 – For All Happy Endings
- 2003 – Until the Sadness Is Gone
- 2006 – Stop the Tape! Stop the Tape!

#### EP
- 2001 – David & the Citizens
- 2001 – I've Been Floating Upstream
- 2002 – Song Against Life
- 2003 – New Direction
- 2004 – Big Chill
- 2006 – Are You in My Blood?
- 2006 – David & the Citizens (2006) - Endast släppt i USA
- 2007 – I Saw My Reflection and I Didn't Recognize Myself

#### Singlar
- 2002 – Pink Evening (Send Me Off...)
- 2003 – The End
- 2003 – Graycoated Morning
- 2006 – A Heart & a Hand & the Love for a Band

### Solo och andra band

#### Album
- 2004 – Amaterasu
- 2010 – Some Day, Eventually, in the Future...
- 2023 – So Changed the Landscape (Citizens Band Orchestra)
- 2024 – Ior (Ior)

#### Singlar
- 2004 – April & May
- 2005 – White Van
- 2010 – Diamonds & Photographs (endast utgiven som nedladdningsbar singel)
- 2023 – Abiquiu (Citizens Band Orchestra)
- 2023 – Paula (Citizens Band Orchestra)
- 2024 – American Airlines (Ior)
- 2024 – Harry Potter (Ior)
- 2024 – Frölunda torg (Ior)
- 2024 – Högsbohöjd (Ior)

### Fotnoter
1. ↑  ”David Fridlund”. Svensk Filmdatabas. http://www.sfi.se/sv/svensk-filmdatabas/Item/?type=PERSON&itemid=334699&ref=%2ftemplates%2fSwedishFilmSearchResult.aspx%3fid%3d1225%26epslanguage%3dsv%26searchword%3ddavid+fridlund%26type%3dPerson%26match%3dBegin%26page%3d1%26prom%3dFalse. Läst 13 april 2012.